# شب‌پره آسیابچی
شب‌پره آسیابچی (نام علمی: Acronicta leporina) پروانه‌ای از خانواده شاپرکان جغدی (Noctuidae) است. این گونه در سراسر اروپا جدا از جنوب شرقی دور یافت می‌شود. این محدوده از جنوب اسپانیا، ایتالیا مرکزی و بلغارستان تا اسکاتلند و اسکاندیناوی مرکزی گسترش می‌یابد و از دایره شمالگان در فنلاند و نروژ عبور می‌کند. در بیرون از اروپا تنها در شمال آفریقا شناخته شده است. در پالئارکتیک شرقی و قلمرو نزدیک به آن با Acronicta vulpina , (Grote، ۱۸۸۳) جایگزین شده است که در گذشته به عنوان زیرگونه Acronicta leporina vulpina شناخته می‌شد.